# Ленуар, Жан
Жан Ленуа́р, или Ле Нуар (фр. Jean Le Noir, упом. 1331—1375) — французский художник-миниатюрист XIV века.

## Биография и творчество
Впервые имя Ленуара появляется в документе от 1331 года; он упоминается среди тех, кто состоял на службе у Иоланды Фландрской, герцогини Бара. Позднее он работал для французского короля Иоанна II. В 1358 году, когда король Иоанн II находился в заключении в Лондоне, Жан Ленуар и его дочь Бурго (из исторических источников также известная как художница-миниатюрист) получили в дар дом в Париже от регента Карла, в знак признания их заслуг перед французским королём. От 1372 года сохранилось свидетельство о выплате художнику денег герцогом Беррийским. В 1375 году Ленуар жил в Бурже. Этим годом обрываются сведения о художнике.
Несмотря на то, что его заказчиками были первостепенные персоны, ни одна серия миниатюр не может быть приписана художнику со всей достоверностью. Миллард Мисс идентифицировал его с так называемым «Мастером Страстей», которого считали автором миниатюр страстного цикла в «Малом часослове герцога Беррийского». Все остальные атрибуции произведений Ленуару также носят небесспорный характер.
По мнению историков искусства, Жан Ленуар работал над такими иллюминированными рукописями, как Псалтирь Бонны Люксембургской (1345—1349, из Бодмеровской библиотеки, ныне — Музей Метрополитен), Малый часослов (фр. Petites Heuers) герцога Беррийского (Национальная библиотека, Париж, инв. № ms. lat. 18014), возможно был одним из тех, кто создавал Часослов Иоанны Наваррской (Париж, Национальная библиотека Франции, N. acq. fr. 3145) и Бревиарий Карла V (до 1380, Париж, Национальная библиотека, lat. 1052). Считается, что фронтисписы в двухтомной Исторической библии (1350—1355, Российская национальная библиотека) Гийара де Мулена также выполнены Жаном Ленуаром.
По всей вероятности, художник сформировался в мастерской Жана Пюселя. Вероятно также, что самые ранние миниатюры Ленуара содержатся в «Часослове Иоанны Наваррской», созданном в 1336—1340 годах. Ранее эти миниатюры приписывались Жану Пюселю, однако в 1970 году было документально установлено, что Пюсель умер в 1335 году, незадолго до создания этого манускрипта. Таким образом, авторство миниатюр «перешло» к его художественному наследнику Ленуару, стиль которого весьма близок манере его коллеги и наставника. Это касается и изображения фигур, и способов наложения цвета, и растительных мотивов, которыми украшались поля страницы. Сходство особенно заметно в двух других манускриптах — в «Бревиарии Карла V» (1364—1370, Национальная Библиотека, Париж), и в «Маленьком часослове герцога Жана Беррийского» (1372—1390, Национальная библиотека, Париж), в котором, предположительно, художник принял участие на начальной стадии его изготовления.
Жан Ленуар имел долгую творческую карьеру. После смерти Пюселя он был ведущим французским художником. «Пюселевский стиль», который Ленуар благополучно продолжал в течение нескольких десятилетий, сменился только в 1380-е годы, когда стали ощущаться новые веяния, связанные c придворной интернациональной готикой.

## Основные произведения
«Часослов Иоанны Наваррской» был создан приблизительно в 1336—1340 годах для Иоанны Наваррской, дочери короля Людовика X. В XV веке рукопись принадлежала монахине Анне Беллен, в XVII веке — монастырю, в котором она скончалась. Позднее манускрипт попал в руки леди Эшбёрнхэм и Генри Йейтса Томпсона, затем — в коллекцию барона Ротшильда, который в XIX веке продал его Национальной библиотеке Франции, Париж, где книга хранится по сей день. В манускрипте 271 лист размером 180×135 мм. Текст написан на латыни; в книге 32 миниатюры, исполненные в мастерской Жана Ленуара. В манере ощущается сильное влияние Жана Пюселя, в частности миниатюра на листе 39 (recto) частично копирует миниатюру Пюселя на ту же тему из «Часослова Жанны д’Эврё». Большинство миниатюр считают ранними работами Ленуара. В некоторых обнаруживается влияние итальянской живописи Треченто (лист 11, recto).

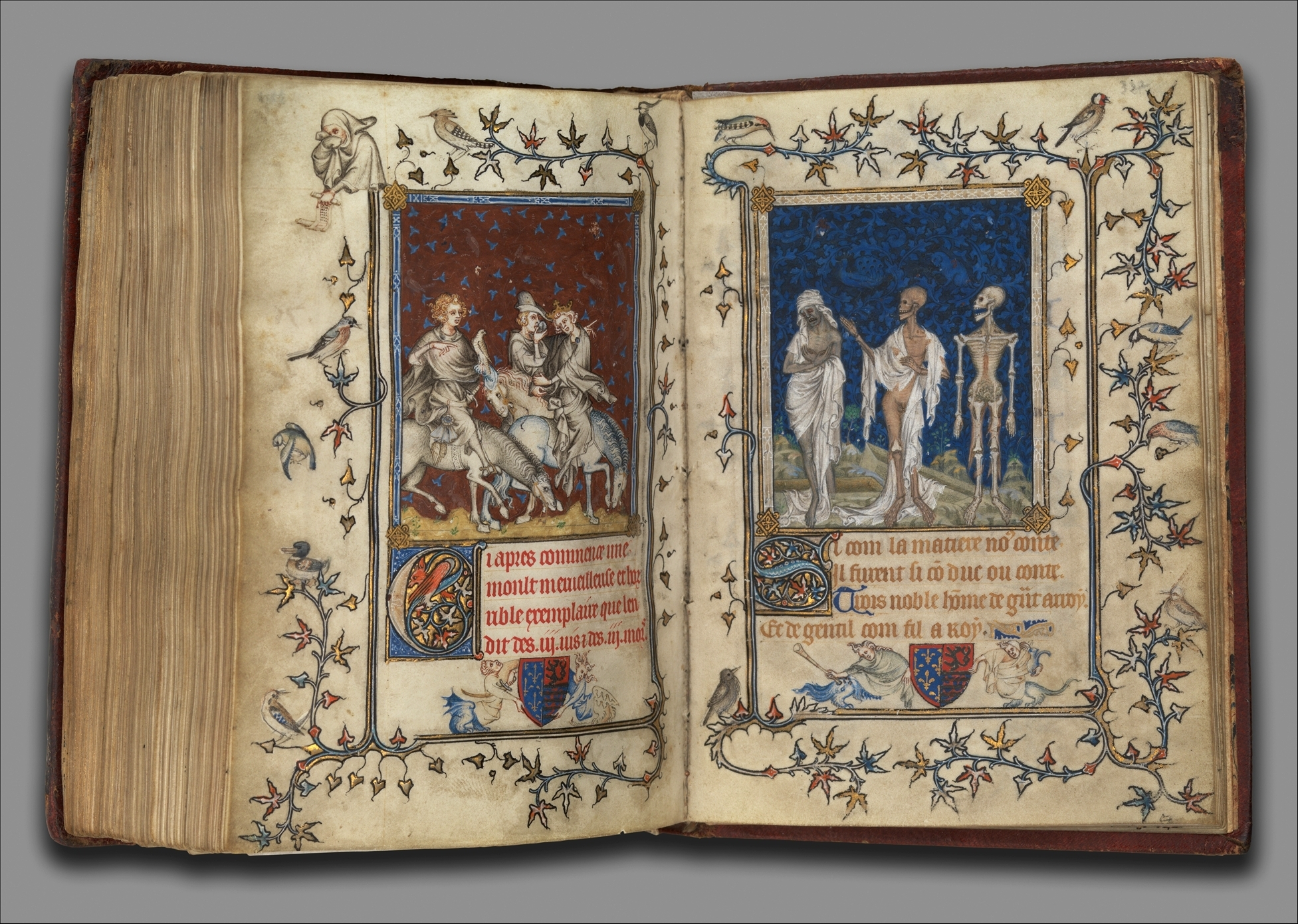
«Трое живых и трое мёртвых». Эта назидательная аллегория вошла в живопись после появления в XIII веке поэм Бодуэна де Конде и Никола де Марживаля. Трое молодых аристократов встречают на кладбище трёх покойников и задумываются над бренностью жизни. Разворот из Псалтири Бонны Люксембургской. 1348—1349

«Псалтирь Бонны Люксембургской» предназначался для Бонны, жены герцога Иоанна Нормандского, ставшего французским королём Иоанном II. До того, как книга попала в Музей Метрополитен, она была собственностью Амбруаза Фермен-Дидо, затем барона Хораз Ландау и Мартина Бодмера. В манускрипте 333 листа размером 126×88 мм. Текст, состоящий из 150 псалмов и календаря, написан на латыни. В нём содержится 14 относительно крупных миниатюр и множество мелких украшений календаря. Большинство миниатюр, по мнению исследователей, принадлежит не Жану Ленуару, а, по всей вероятности, его дочери Бургот. Не вызывающими сомнения миниатюрами самого Ленуара считают разворот с изображением «Трёх живых и трёх мёртвых», в котором видно влияние итальянских фресок Буффальмакко из пизанского Кампосанто, и миниатюру «Два дурака», на которой изображён горбоносый королевский шут, пьющий вино и побиваемый другим шутом (по мнению ряда исследователей, подобные картинки с героями, имеющими характерный профиль, использовались в то время для антиеврейской пропаганды). Для миниатюр характерно изящество исполнения, часто в технике гризайли, живая жестикуляция и выразительность, которые в целом типичны для мастерской Жана Ленуара. Псалтирь создавалась в 1348—1349 годы, когда в Европе свирепствовала эпидемия чумы, завезенная с Ближнего Востока через итальянские порты и унёсшая почти две трети населения. Возможно, поэтому тема memento mori нашла отражение в иллюстрациях книги. Обладатель псалтири Бонна Люксембургская также умерла во время этой эпидемии.
«Малый часослов герцога Беррийского» был заказан самим герцогом Жаном. В 1416 году герцог передал манускрипт жене своего казначея Робине д’Эстампа. В 1606 году он был собственностью Kарла III Лорренского, затем, пройдя через несколько рук, был приобретён на аукционе Королевской библиотекой (ныне Национальная библиотека Франции). В книге 292 листа размером 212×145 мм, текст написан на латыни. На 119 страницах нарисованы миниатюры с использованием золота, украшены орнаментами начальные буквы и поля страниц. Поскольку манускрипт создавался длительное время, в его оформлении приняли участие несколько разных художников: сначала Жан Ленуар, затем Жакмар де Эсден (ум. 1415), далее так называемый «Псевдо-Жакмар», ещё один анонимный художник и, наконец, братья Лимбург, которым принадлежит одна миниатюра. Ленуаром создана самая ранняя часть миниатюр, которую он исполнил, вероятно, в 1372—1375 годах. Им присуще всё то же пюселевское изящество, орнаментика и временами некоторая гротескность. Наибольший интерес представляют миниатюры календаря с символическим изображением месяцев. Ленуар не смог закончить манускрипт, предположительно, в связи со смертью.

## Галерея

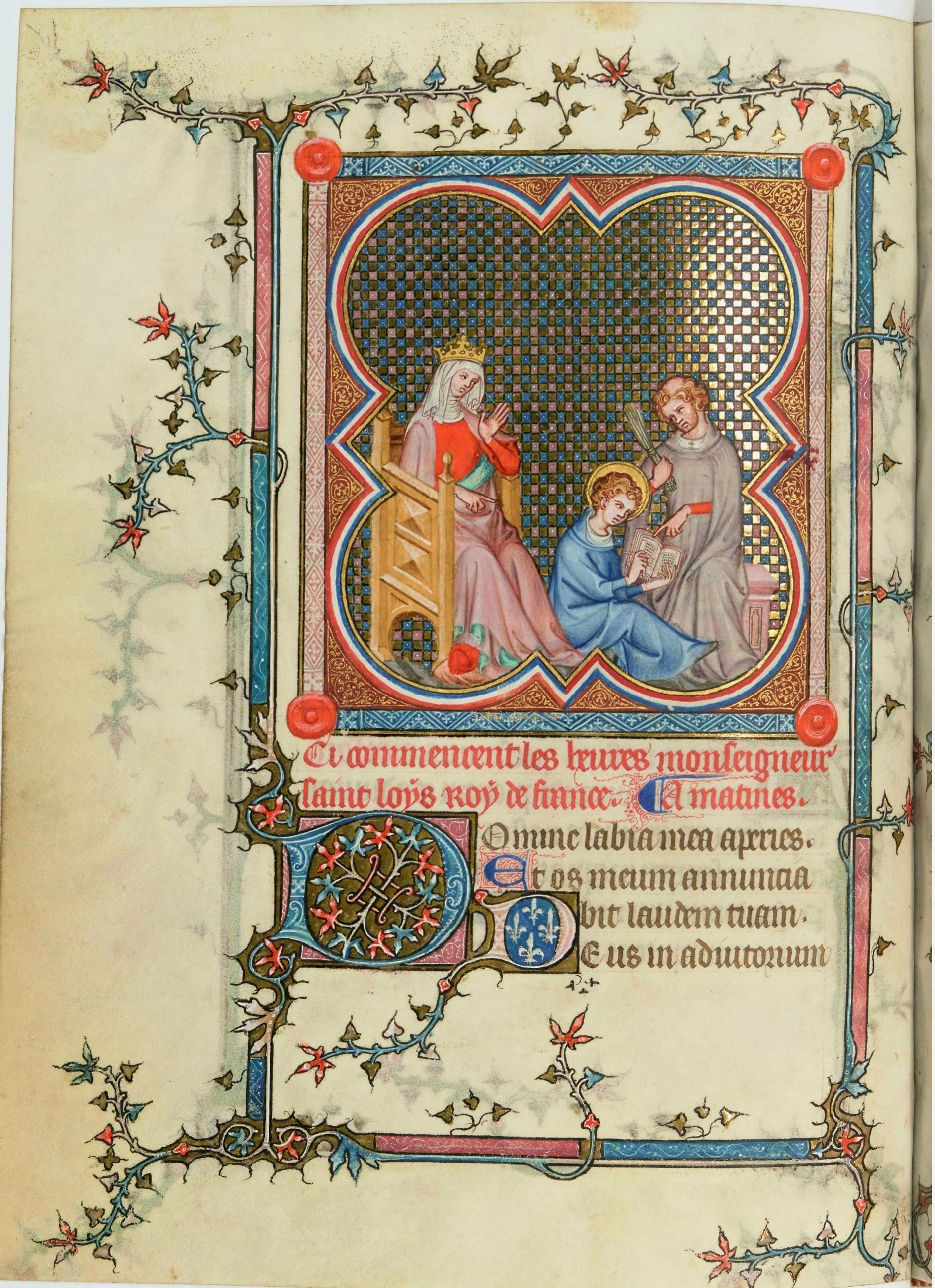
Св. Людовик и его наставник возле ног своей матери Бланки Кастильской. Миниатюра из Часослова Иоанны Наваррской. 1336-40гг
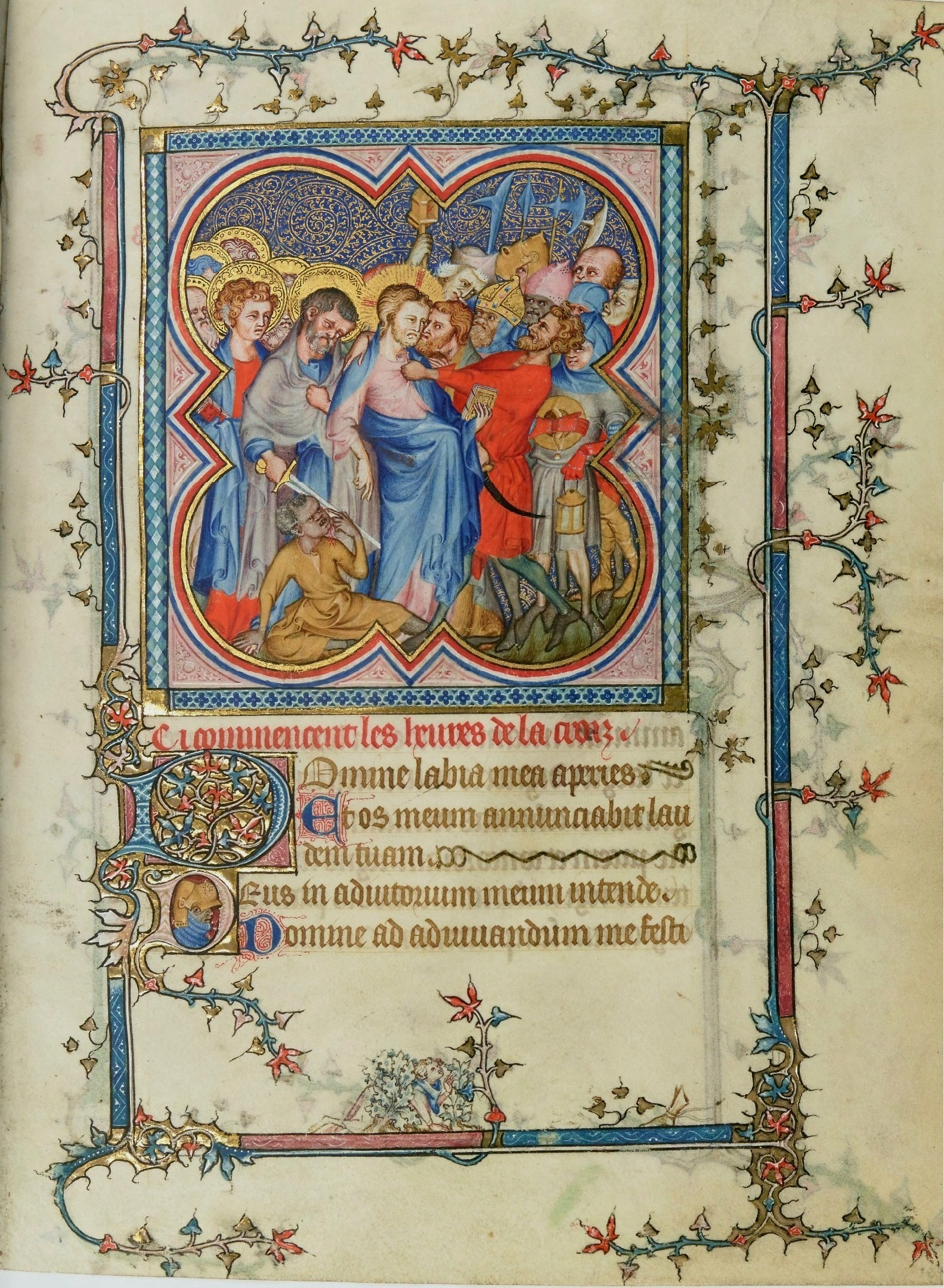
Поцелуй Иуды.Миниатюра из Часослова Иоанны Наваррской. 1336-40гг
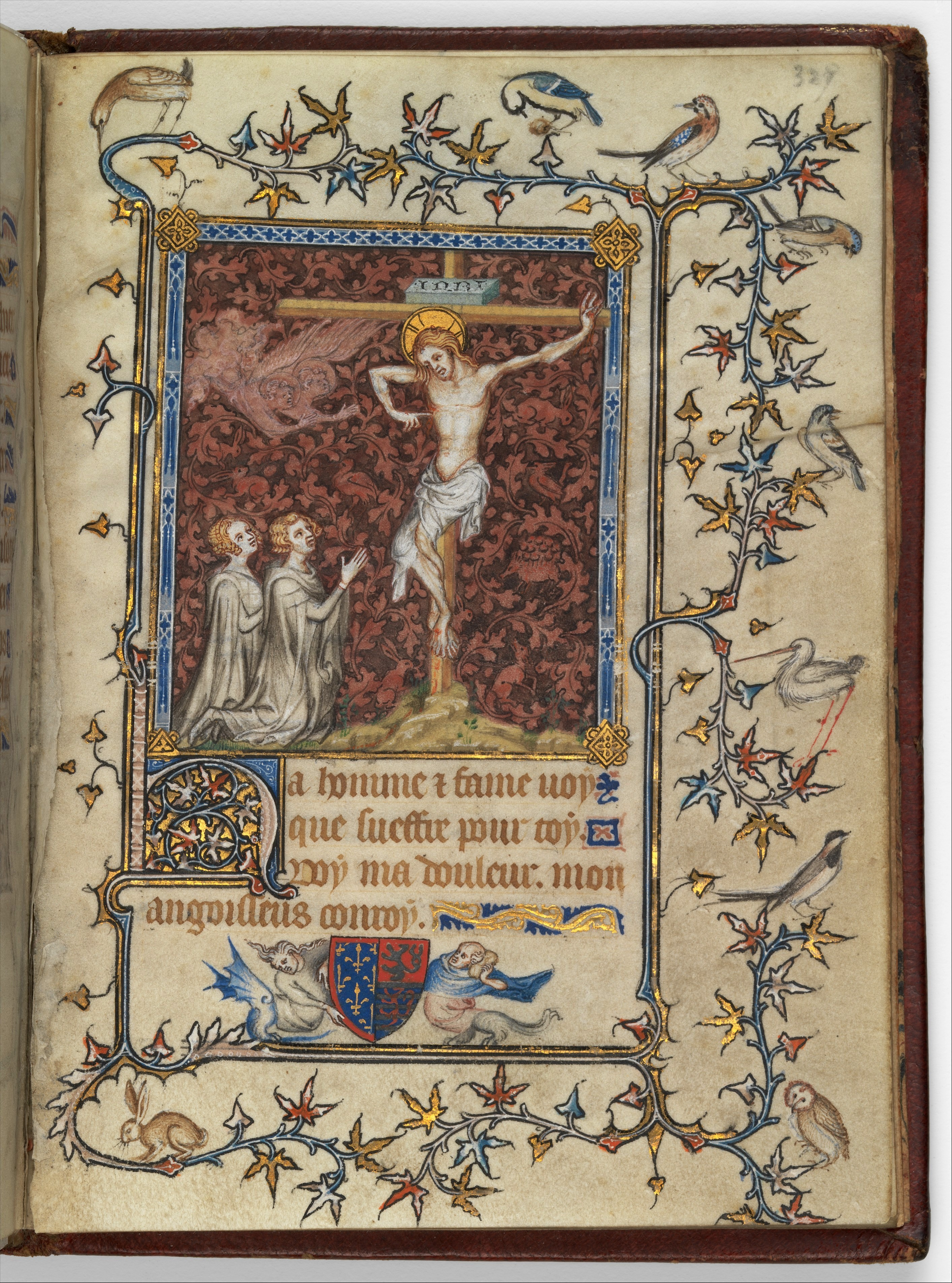
Распятие. Миниатюра из Псалтири Бонны Люксембургской. 1348-49гг
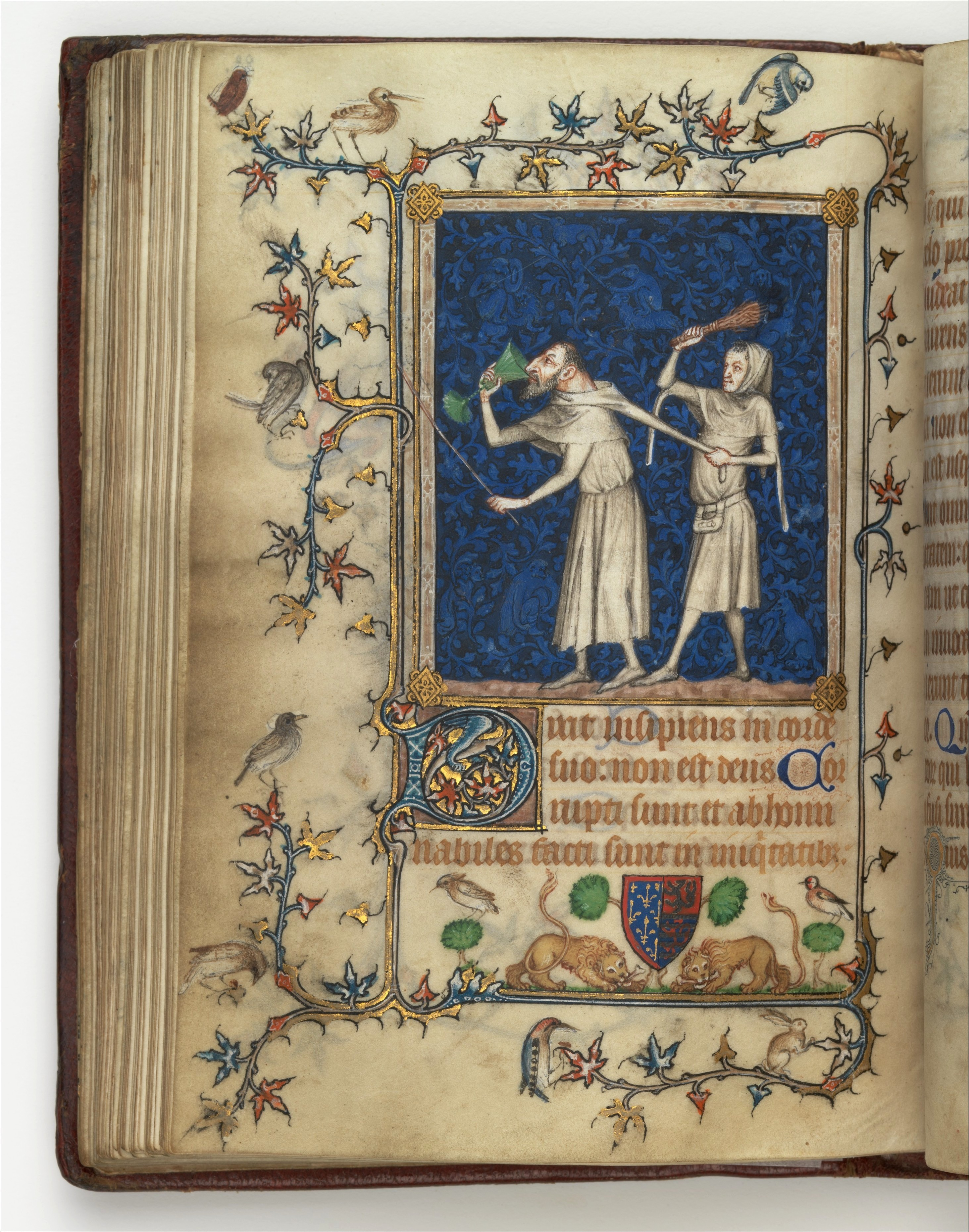
Два дурака. Миниатюра из Псалтири Бонны Люксембургской. 1348-49гг
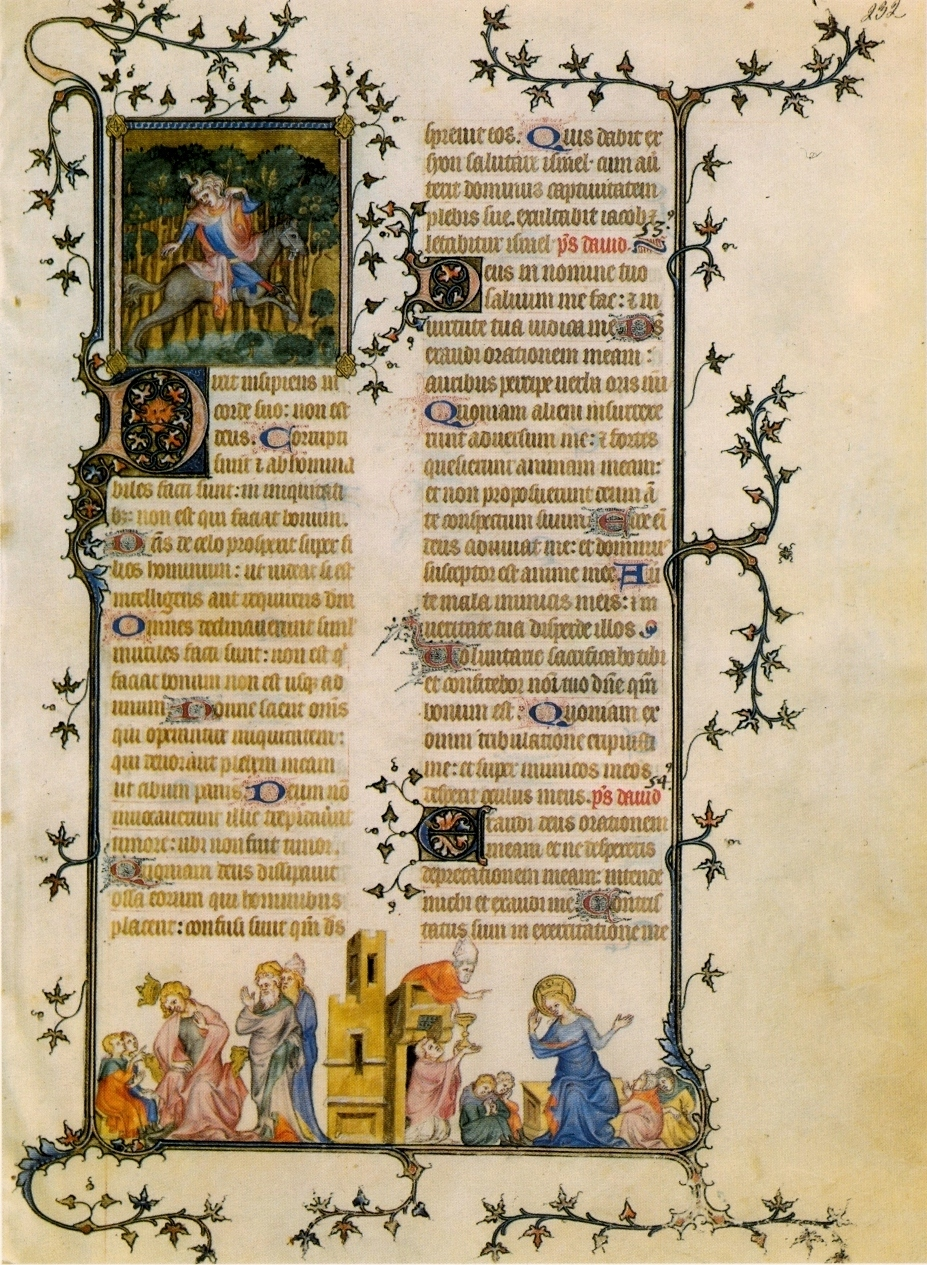
Смерть Авессалома. Бревиарий Карла V. 1364-1370гг
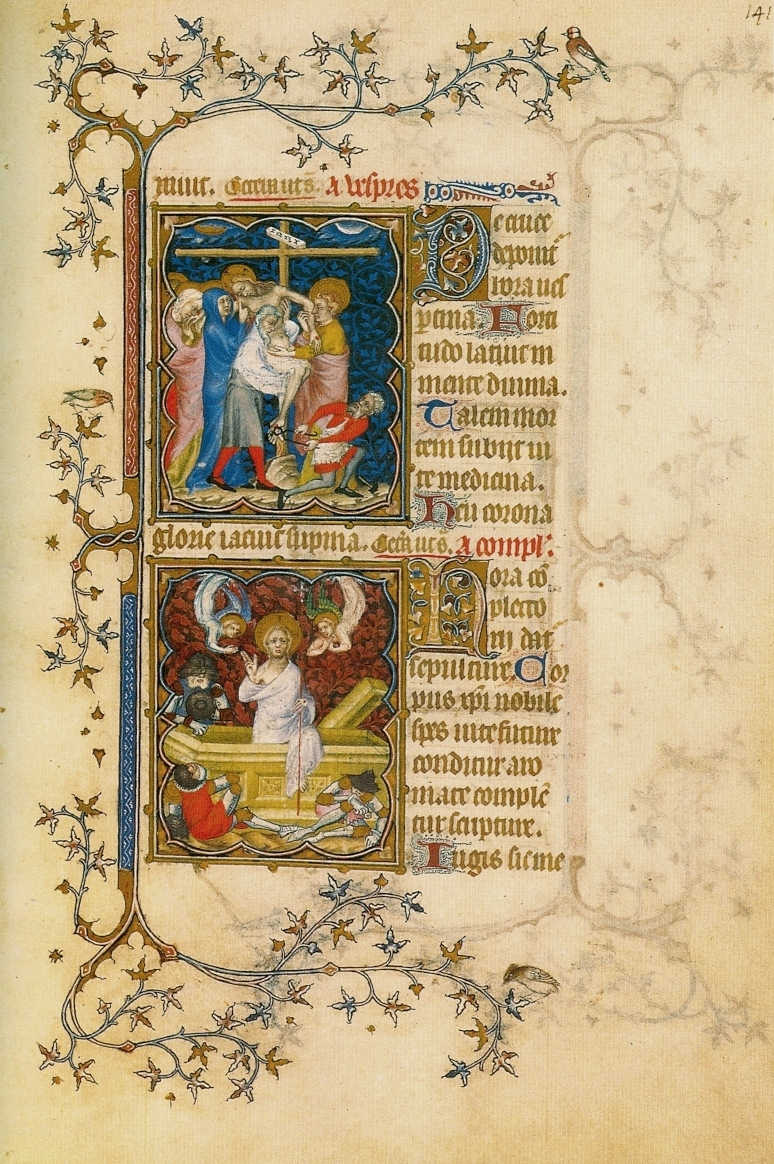
Снятие с креста и Воскресение. Маленький часослов герцога Жана Беррийского. 1372-90гг.
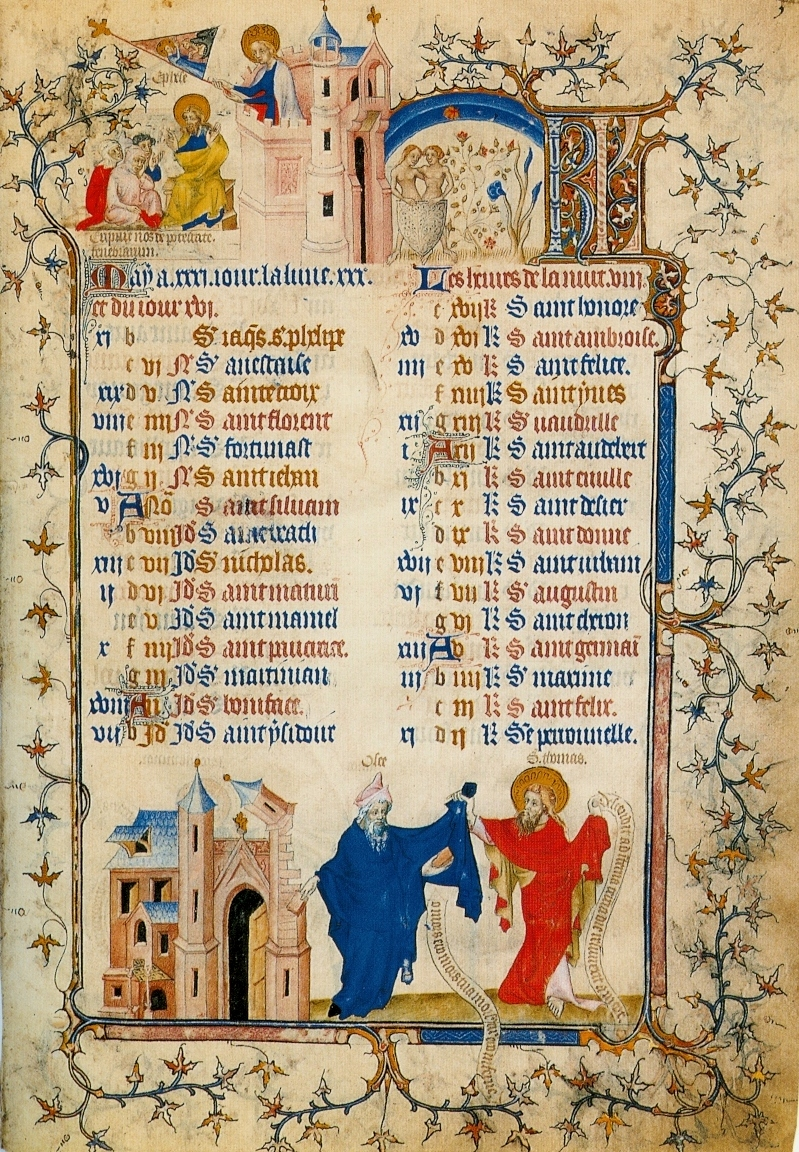
Май. Страница календаря с изображением Небесного Иерусалима (вверху) и Божьего Града (внизу). Малый часослов герцога Беррийского. 1372-90гг.